# ناوچه کلاس سوهو
ناوچه کلاس سوهو (به انگلیسی: Soho-class frigate) یک کلاس از کشتی است که طول آن 73.8m می‌باشد.